# Platja de la Serra Grossa
La platja de la Serra Grossa és una platja ubicada a la ciutat d'Alacant (País Valencià) prop de la serra Grossa, al nord del nucli urbà i al sud de l'Albufereta. És una platja de roques i de difícil accés, amb absència de sorra, fort onatge i sotmesa a forts vents, tot i que hi ha una petita zona de sorra que és coneguda popularment com l'orinalet. No hi disposa d'equipaments ni serveis.